# Armensk kalender
Den armenske kalender bruger som udgangspunkt årstallet 552, der er året for udskillelsen af Den Armenske Apostolske Kirke fra den romerske kirke på grund af det monofysitiske skisma.
Kalenderen blev traditionelt brugt i middelalderen i Armenien, og var baseret på et år på 365 dage uden skuddage. Som følge af dette blev forskellen mellem både solår og den julianske kalender større og større over tid, og har over et år til forskel fra den julianske kalender for hvert 1.461 kalenderår.
Således er det armenske år 1461 (gregoriansk 2010/2011 fuldendte den første cyklus. Det armeniske år 1 begyndte d. 11. juli 552 i den julianske kalender, og det armenske år 1462 begyndte d. 24. juli 2012 efter den gregorianske kalender (hvilket svarer til 11. juli i juliansk kalender).
Den armenske kalender er delt ind i 12 måneder med 30 dage i hvert, plus en yderligere fem skuddage kaldet aveleac ("overflødige"). År bliver normalt givet i armenske tal dvs. bogstaver i de armenske alfabet.